# Tisovac
Tisovac är ett samhälle i Bosnien och Hercegovina.   Det ligger i entiteten Republika Srpska, i den centrala delen av landet, 110 km norr om huvudstaden Sarajevo. Tisovac ligger 203 meter över havet och antalet invånare är 221.
Terrängen runt Tisovac är platt. Närmaste större samhälle är Doboj, 15,2 km sydost om Tisovac. 
I omgivningarna runt Tisovac växer i huvudsak lövfällande lövskog. Runt Tisovac är det ganska tätbefolkat, med 70 invånare per kvadratkilometer.